# Trenčianske Biskupice, Trenčín
Trenčianske Biskupice este o comună slovacă, aflată în districtul Trenčín din regiunea Trenčín.